# Hirschberg (Turyngia)
Hirschberg – miasto w Niemczech, w kraju związkowym Turyngia, w powiecie Saale-Orla.

## Historia
Miejscowość po raz pierwszy wzmiankowana w 1154. Od 1296 część Vogtlandu, w 1357 w rękach Wettynów, w 1359 nabyty przez Królestwo Czech. W 1479 król Czech Władysław II Jagiellończyk nadał prawa miejskie.
W 1664 miejscowość została zakupiona przez hrabiego Henryka X i włączona do hrabstwa Reuss-Lobenstein. Od 1806 w granicach Księstwa Reuss linii młodszej, wraz z którym w 1871 zostało częścią Niemiec. W latach 1949–1990 miasteczko przygraniczne NRD. W 1974 do miasta włączono miejscowości Venzka i Juchhöh, a w 1994 Göritz, Lehesten, Sparnberg i Ullersreuth.

## Zabytki i inne obiekty
- Kościół św. Katarzyny(inne języki) z XV w.
- Zamek w Hirschbergu(inne języki) z XVII w., barokowy
- Muzeum historyczne
- Ratusz
- Dom Kultury z 1947
- Kościół śś. Szymona i Judy Tadeusza w dzielnicy Sparnberg z XV w.

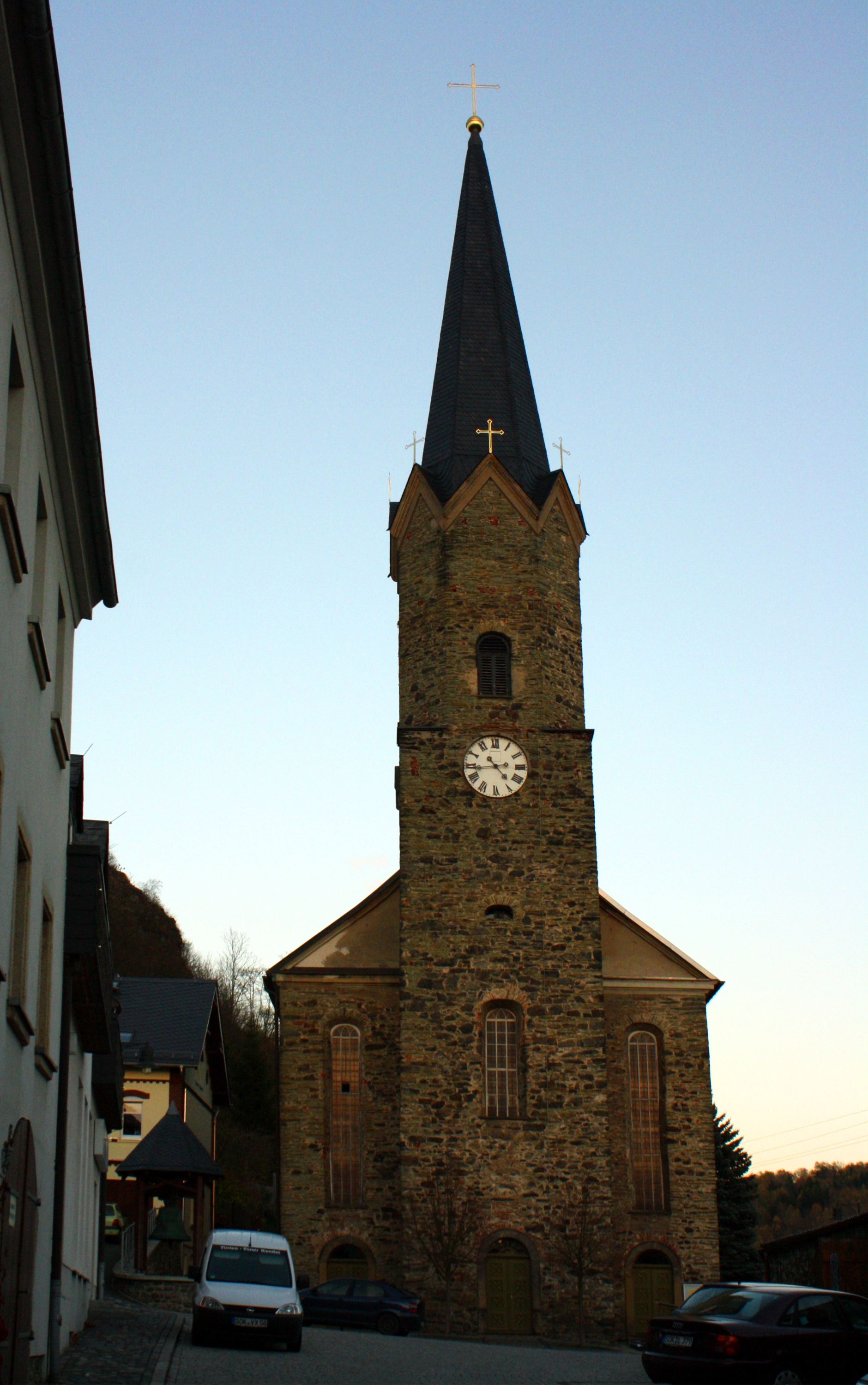
Kościół św. Katarzyny
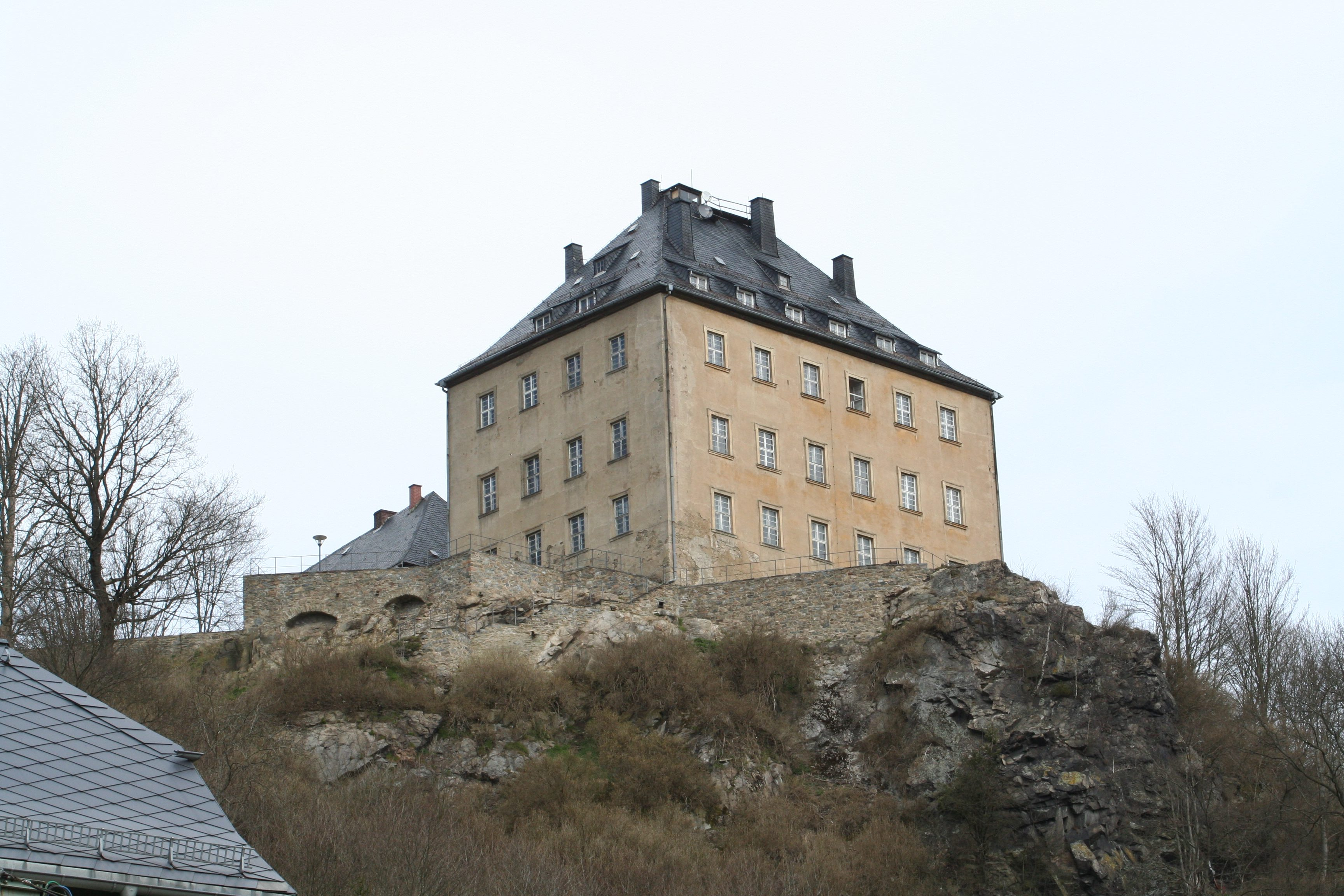
Zamek
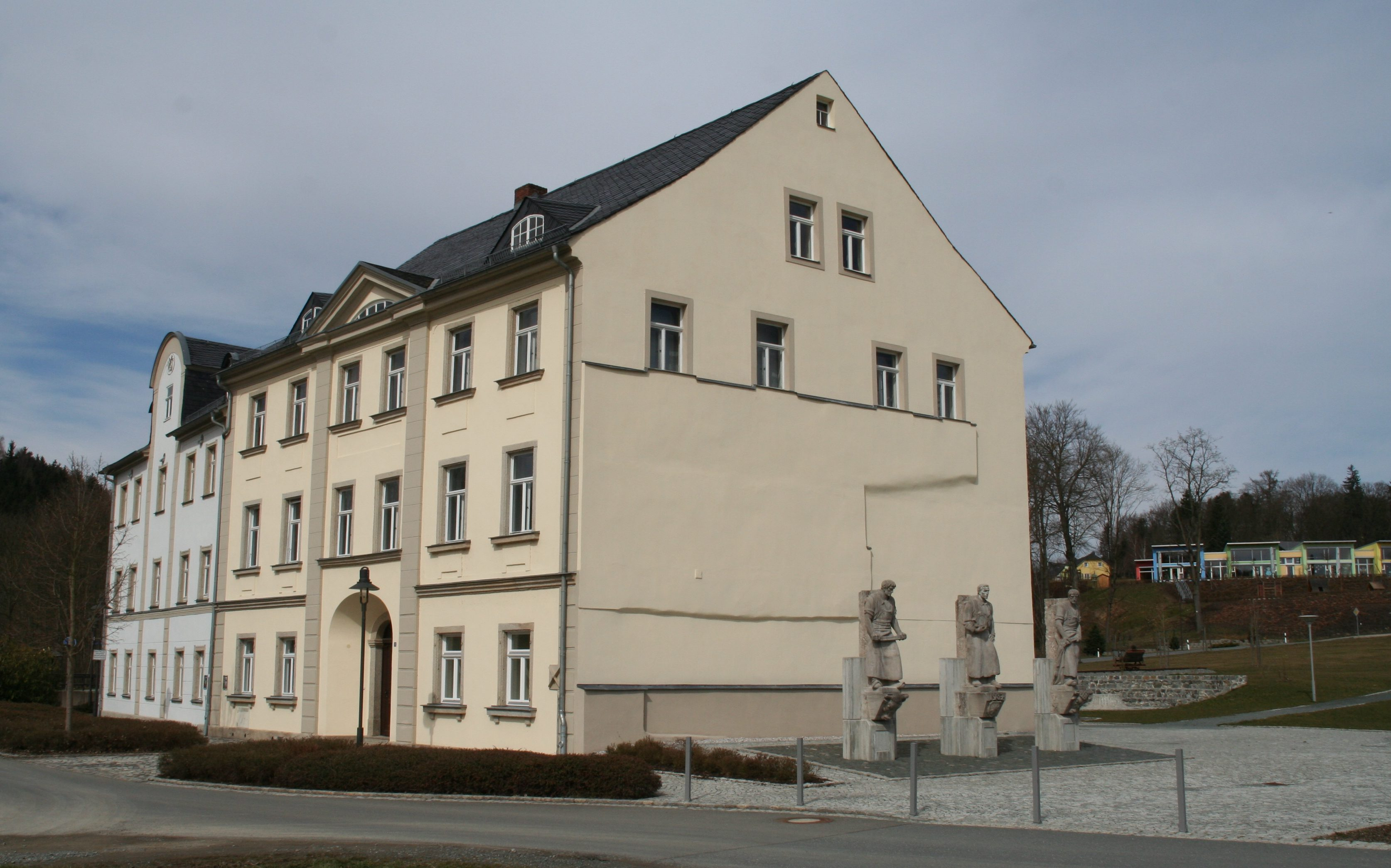
Muzeum
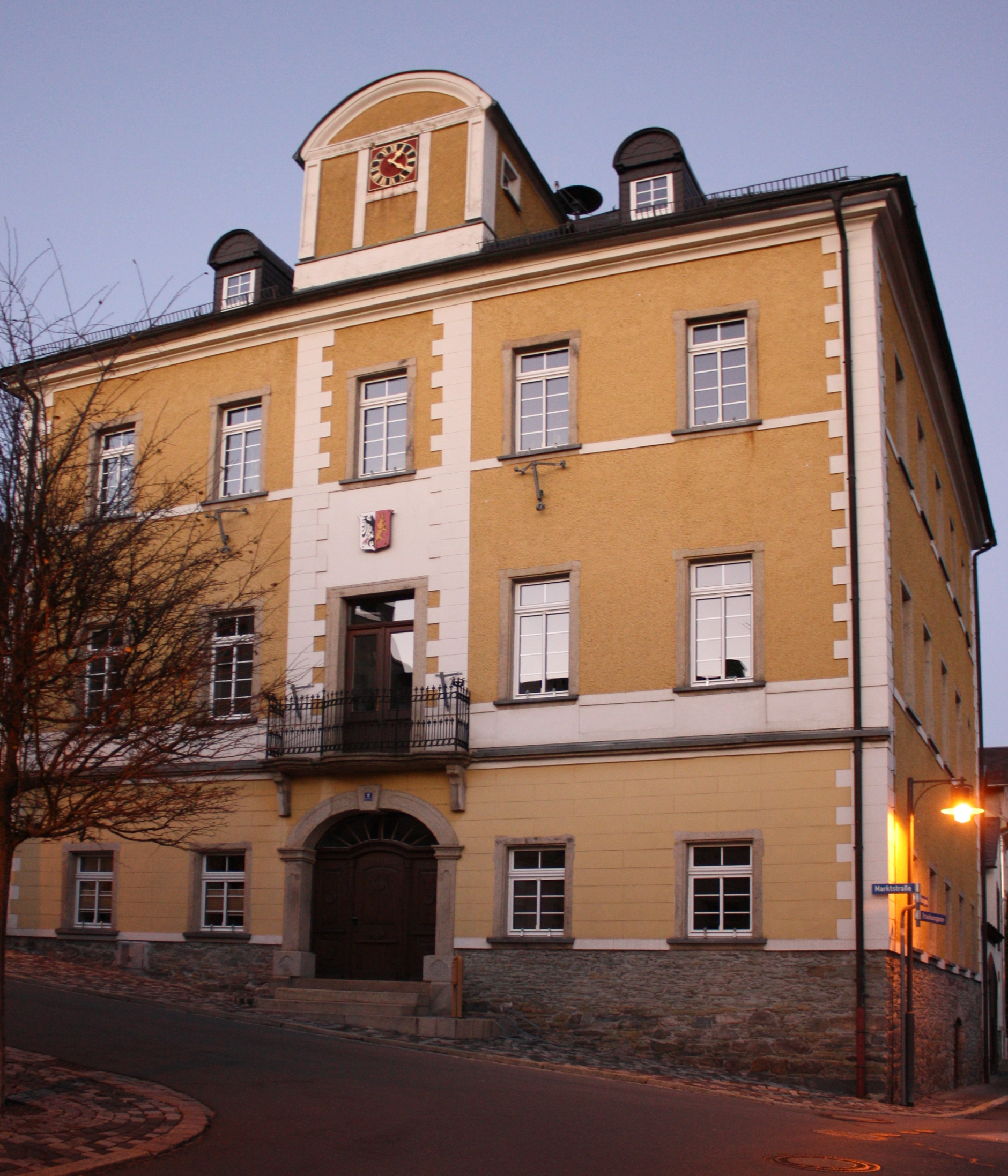
Ratusz
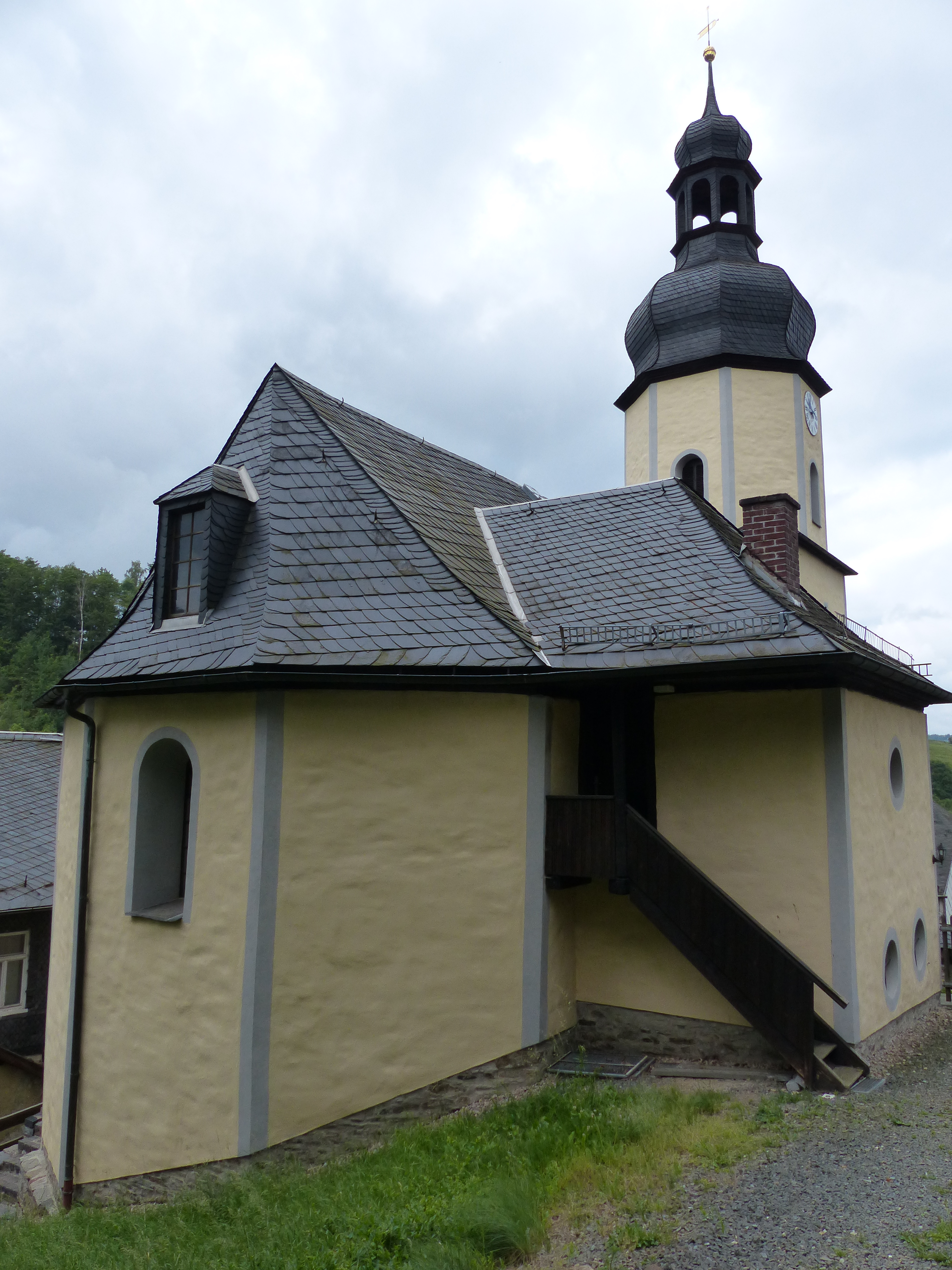
Kościół śś. Szymona i Judy Tadeusza

## Demografia
Zmiany populacji miasta od 1830 do 2017 roku: